# Aire urbaine de Vitré
L'aire urbaine de Vitré est une aire urbaine française constituée autour de la ville de Vitré.
En 1999, ses 24 705 habitants faisaient d'elle la 228e des 354 aires urbaines françaises.
En octobre 2020, elle a été substituée par l'aire d'attraction de Vitré, qui comporte 30 communes.

## Caractéristiques
D'après la délimitation établie par l'INSEE, l'aire urbaine de Vitré est composée de 12 communes, toutes situées en Ille-et-Vilaine.
Le pôle urbain de l'aire est l'unité urbaine de Vitré, qui ne comprend qu'une seule commune (ville isolée).
À l'exception de Balazé, toutes les autres communes, dites monopolarisées, sont rurales.
L’aire urbaine de Vitré appartient à l’espace urbain de Rennes.
Le tableau suivant détaille la répartition de l'aire urbaine sur le département (les pourcentages s'entendent en proportion du département) :
| Département     | Communes | Communes (%) | Superficie (km2) | Superficie (%) | Population (2017) | Population (%) |
| --------------- | -------- | ------------ | ---------------- | -------------- | ----------------- | -------------- |
| Ille-et-Vilaine | 12       | 3,6          | 220,23           | 3,3            | 29 609            | 2,8            |

## Les 12 communes de l’aire
| Nom                    | Code Insee | Statut | Superficie (km2) | Population (dernière pop. légale) | Densité (hab./km2) |
| ---------------------- | ---------- | ------ | ---------------- | --------------------------------- | ------------------ |
| Vitré                  | 35360      |        | 37,03            | 18 892 (2022)                     | 510                |
| Balazé                 | 35015      |        | 36,66            | 2 181 (2022)                      | 59                 |
| Champeaux              | 35052      |        | 9,83             | 504 (2022)                        | 51                 |
| Erbrée                 | 35105      |        | 35,52            | 1 713 (2022)                      | 48                 |
| La Chapelle-Erbrée     | 35061      |        | 11,98            | 723 (2022)                        | 60                 |
| Landavran              | 35141      |        | 5,01             | 682 (2022)                        | 136                |
| Mondevert              | 35183      |        | 5,02             | 806 (2022)                        | 161                |
| Montautour             | 35185      |        | 6,9              | 268 (2022)                        | 39                 |
| Montreuil-sous-Pérouse | 35194      |        | 15,49            | 1 041 (2022)                      | 67                 |
| Pocé-les-Bois          | 35229      |        | 14,84            | 1 317 (2022)                      | 89                 |
| Saint-M'Hervé          | 35300      |        | 29,68            | 1 357 (2022)                      | 46                 |
| Taillis                | 35330      |        | 12,27            | 1 036 (2022)                      | 84                 |